# Ośrodek Filary
Ośrodek Filary – ośrodek edukacyjny znajdujący się w Warszawie na Siekierkach, przy ul. Gościniec 12. 

## Historia
Ośrodek Filary jest jednym z najstarszych ośrodków Opus Dei w Warszawie. Został założony w pierwszej połowie lat 90. 

## Działalność
Ośrodek Filary jest ośrodkiem o charakterze katolickim, ukierunkowanym na pracę wśród młodzieży żeńskiej. 
Jak pisał tygodnik Niedziela: "Tu dziewczęta otrzymują formację religijną, duża uwaga przywiązywana jest do zdobywania solidnego wykształcenia. Mogą skorzystać z innych zajęć takich jak nauka języków obcych - angielskiego, hiszpańskiego, kursy dobrego wychowania "savoir-vivre". Powodzeniem cieszą się zajęcia sportowe i wycieczki krajoznawcze. Wspaniałą inicjatywą jest wolontariat. Dziewczęta odwiedzają chorych w szpitalach oraz w domach starców".
Opiekę duchową nad ośrodkiem sprawuje prałatura personalna Opus Dei.